# Fô-Tancé
Fô-Tancé ist ein Arrondissement im Département Atakora in Benin. Es ist eine Verwaltungseinheit, die der Gerichtsbarkeit der Kommune Kouandé untersteht. Gemäß der Volkszählung von 2013 hatte Fô-Tancé 9345 Einwohner, davon waren 4652 männlich und 4693 weiblich.